# Garwula District
Garwula är ett distrikt i Liberia.   Det ligger i regionen Grand Cape Mount County, i den västra delen av landet, 70 km nordväst om huvudstaden Monrovia.